# Abteikirche St-Martial (Paunat)

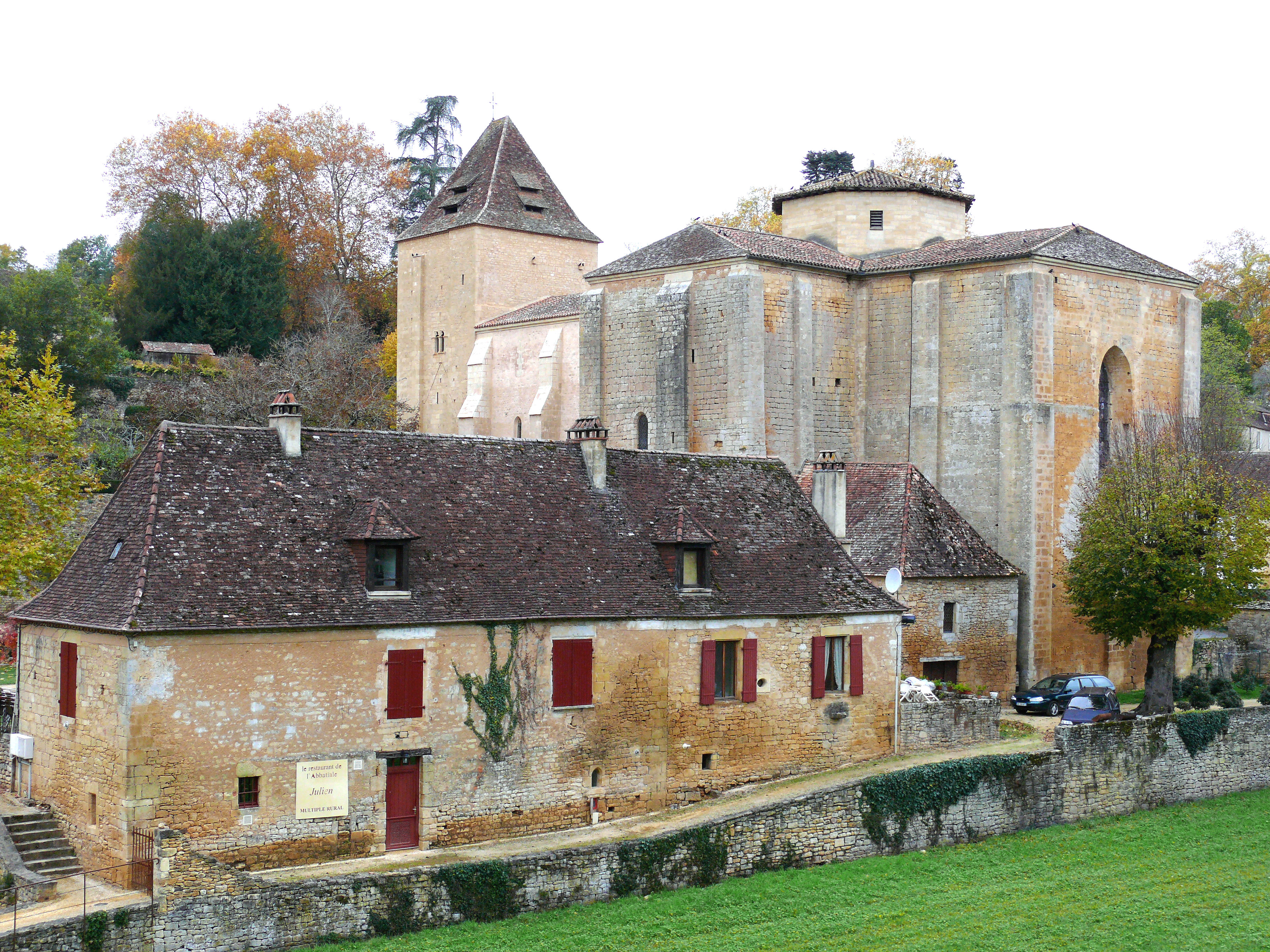
Abteikirche Saint-Martial

Die ehemalige Abteikirche Saint-Martial in Paunat, einer Gemeinde im Département Dordogne in der Region Nouvelle-Aquitaine, ist einer der wichtigsten Kirchenbauten im Périgord. Im Jahr 1956 wurde die Kirche zum Monument historique erklärt.

## Lage
Die Kirche liegt am Rand der kleinen Ortschaft Paunat im Département Dordogne in der französischen Region Aquitanien.

## Baugeschichte
Eine Abtei ist in Paunat bereits für die Zeit vor 800 erwähnt, doch sowohl vom Ursprungsbau wie auch vom 991 durch den Bischof Frotarius von Périgueux geweihten Nachfolgebau haben sich keine baulichen Reste erhalten. Westturm, Chorpartie und Querhaus des heutigen Baus entstanden im 12. Jahrhundert, die drei Langhausjoche wohl erst vom 14. bis 17. Jahrhundert. Während der Hugenottenkriege (1562–1598) wurden sie arg in Mitleidenschaft gezogen. Im 19. Jahrhundert erhielt das Kirchenschiff ein verputztes Ziegelsteingewölbe, welches aber im Rahmen einer Restaurierungsmaßnahme gegen Ende des 20. Jahrhunderts wieder entfernt wurde.

## Architektur

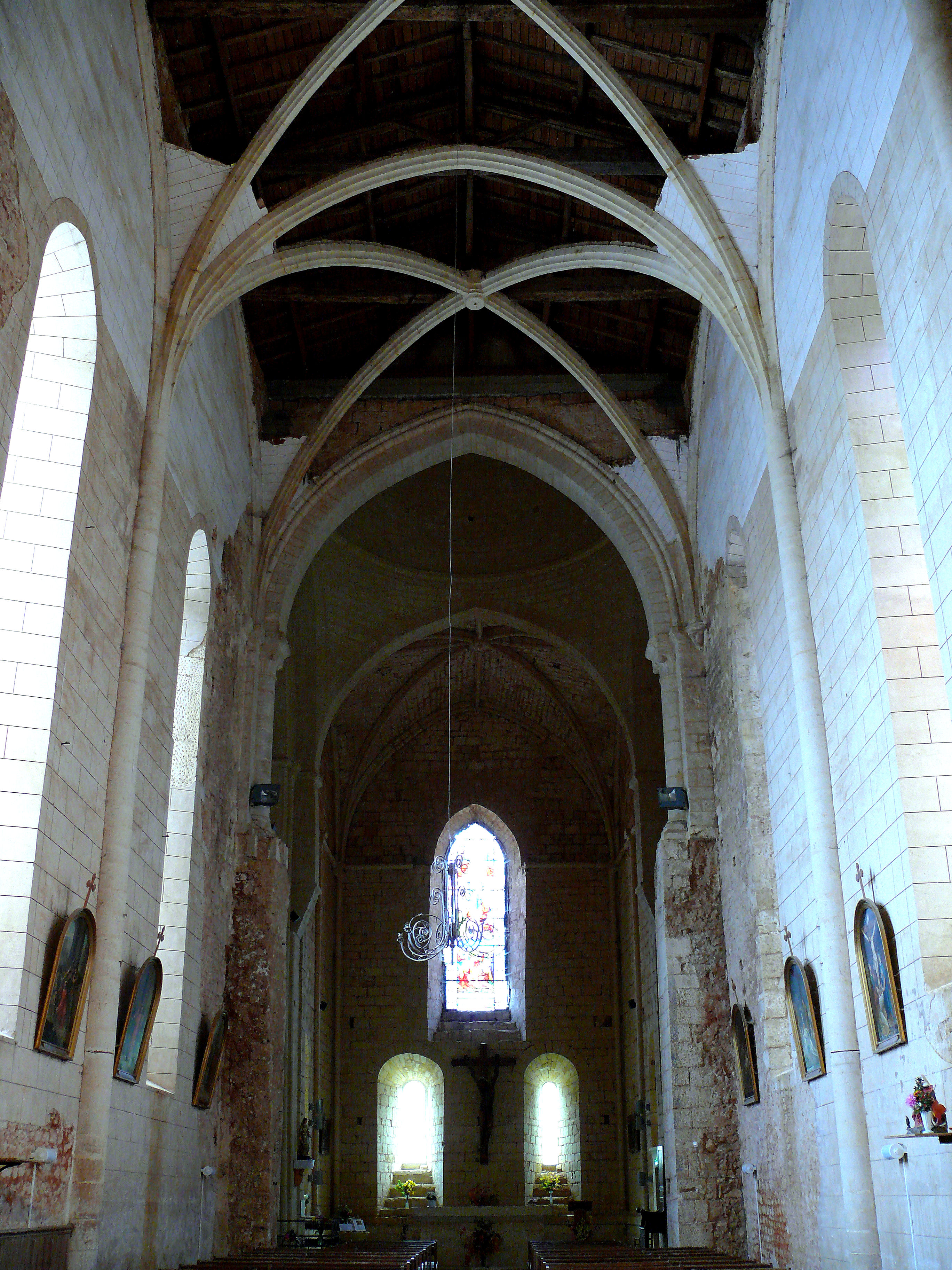
Paunat – offenes Gewölbe im Langhaus und Blick in den von drei Fenstern (trinitas) erhellten Chorbereich. Das vergleichsweise große obere bzw. mittlere Fenster dürfte derselben Bauphase wie die Fenster des Kirchenschiffs entstammen.

### Außenbau
Im Chorbereich wird der wehrhafte Charakter der Kirche besonders deutlich: Hohe, mit Strebepfeilern stabilisierte und nahezu fensterlose Mauern bilden den äußeren Rahmen des nichtapsidialen und äußerst streng wirkenden Baukörpers. Deutlich ist der Unterschied zu den gestuften Strebepfeilern des Langhauses erkennbar. Der Vierungsturm ist lediglich als kurzer oktogonaler Tambour ausgebildet. Der hohe und – abgesehen von Lisenen – vollkommen ungegliederte Westturm stammt noch aus der ursprünglichen Bauzeit im 12. Jahrhundert und blieb unverändert erhalten. Der Kirchenbau verzichtet vollständig auf eine repräsentative Portalfassade.

### Innenraum
Das gedrungene Erdgeschoss des Westturms ist als eine Art Vorraum (Narthex) ausgebildet; durch diesen betritt man das einschiffige Langhaus mit seinen schmalen Fenstern und dem – nach der Erhöhung der Außenwände um etwa zwei Meter – im 19. Jahrhundert rekonstruierten, aber im 20. Jahrhundert wieder entfernten Rippengewölbe, durch welches sich nunmehr ein freier Blick in den offenen Dachstuhl ergibt. Der durch Treppenstufen erhöht liegende Vierungsbereich ist – wie im Périgord üblich – mit einer Kuppel überwölbt. Die Kirche schließt nicht mit einer Apsis ab, sondern mit einem geraden Chorschluss – ebenfalls ein Charakteristikum vieler Kirchenbauten der Gegend. Während die Langhausjoche nur vierteilige Rippengewölbe aufweisen, sind Chor- und Querhausjoche von achtteiligen Rippengewölben bedeckt.

## Bedeutung
Die ehemalige Abteikirche Saint-Martial von Paunat weist große bauliche Ähnlichkeiten zur benachbarten Abteikirche Saint-Nicolas de Trémolat auf. Der flache Chorschluss ist bei vielen Kirchen der Region üblich und könnte auf zisterziensische Anregungen zurückzuführen sein. Außerdem ließ sich ein hochaufragender Chorbereich mit nahezu ungegliedertem Mauerwerk entschieden besser verteidigen.